# 49. pehotni polk (Italija)
49. pehotni polk Parma (izvirno italijansko 49º Reggimento fanteria) je bil pehotni polk Kraljeve italijanske kopenske vojske.